# Trump Las Vegas
Pour les articles homonymes, voir Trump et Las Vegas (homonymie).
Le Trump Hotel Las Vegas ou Trump Las Vegas est un gratte-ciel de 190 m pour 64 étages, de 2008, de Paradise près de Las Vegas dans le Nevada aux États-Unis. 

## Histoire
Cet hôtel de luxe en forme de lingot d'or de 1 282 chambres et 2 restaurants, est construit sur le célèbre Las Vegas Strip des hôtels-casinos de Las Vegas, en face du Fashion Show Mall, par le promoteur immobilier Donald Trump (futur président des États-Unis en 2017) associé au milliardaire américain Phil Ruffin (en). Il ne comporte pas de casino.

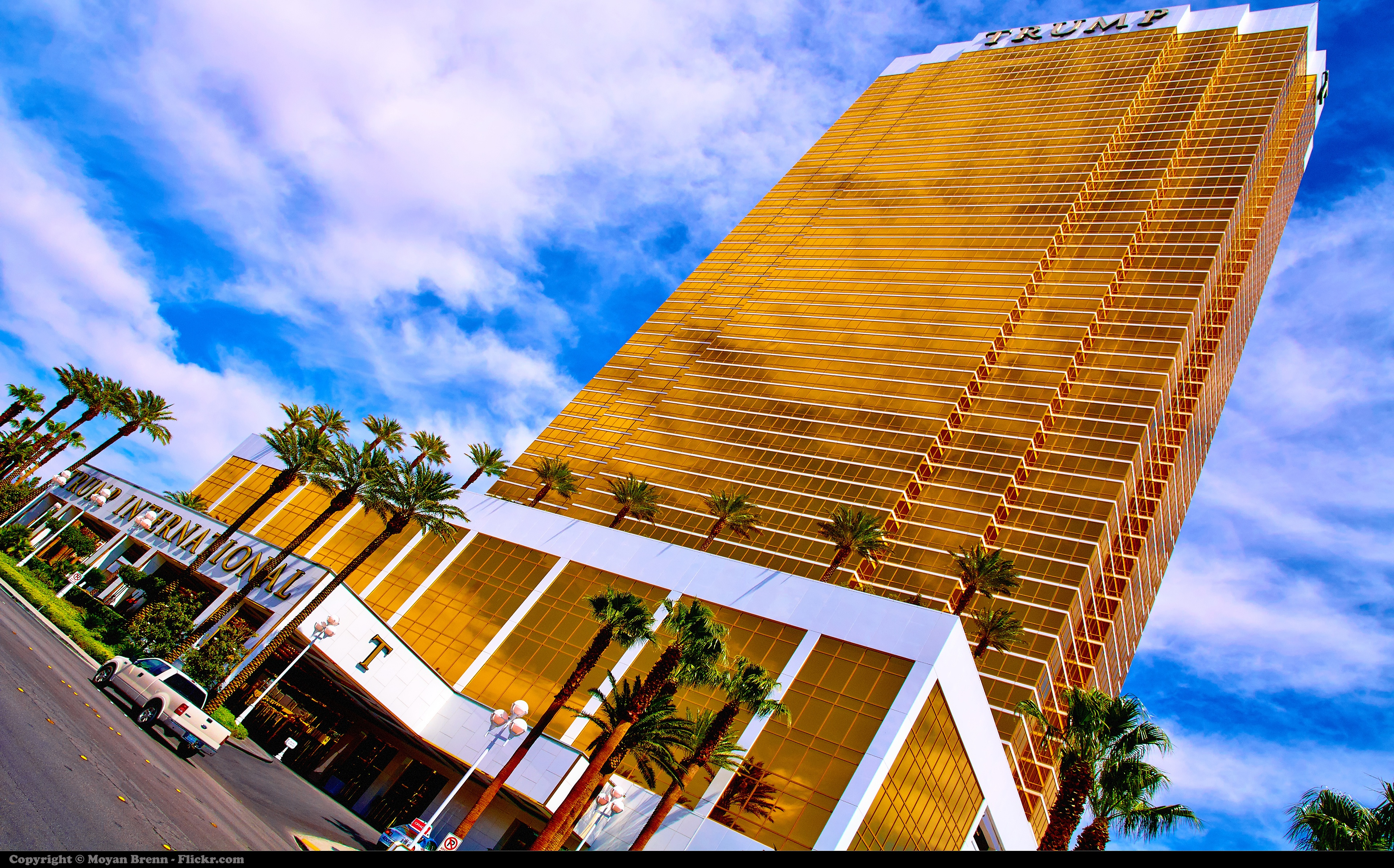
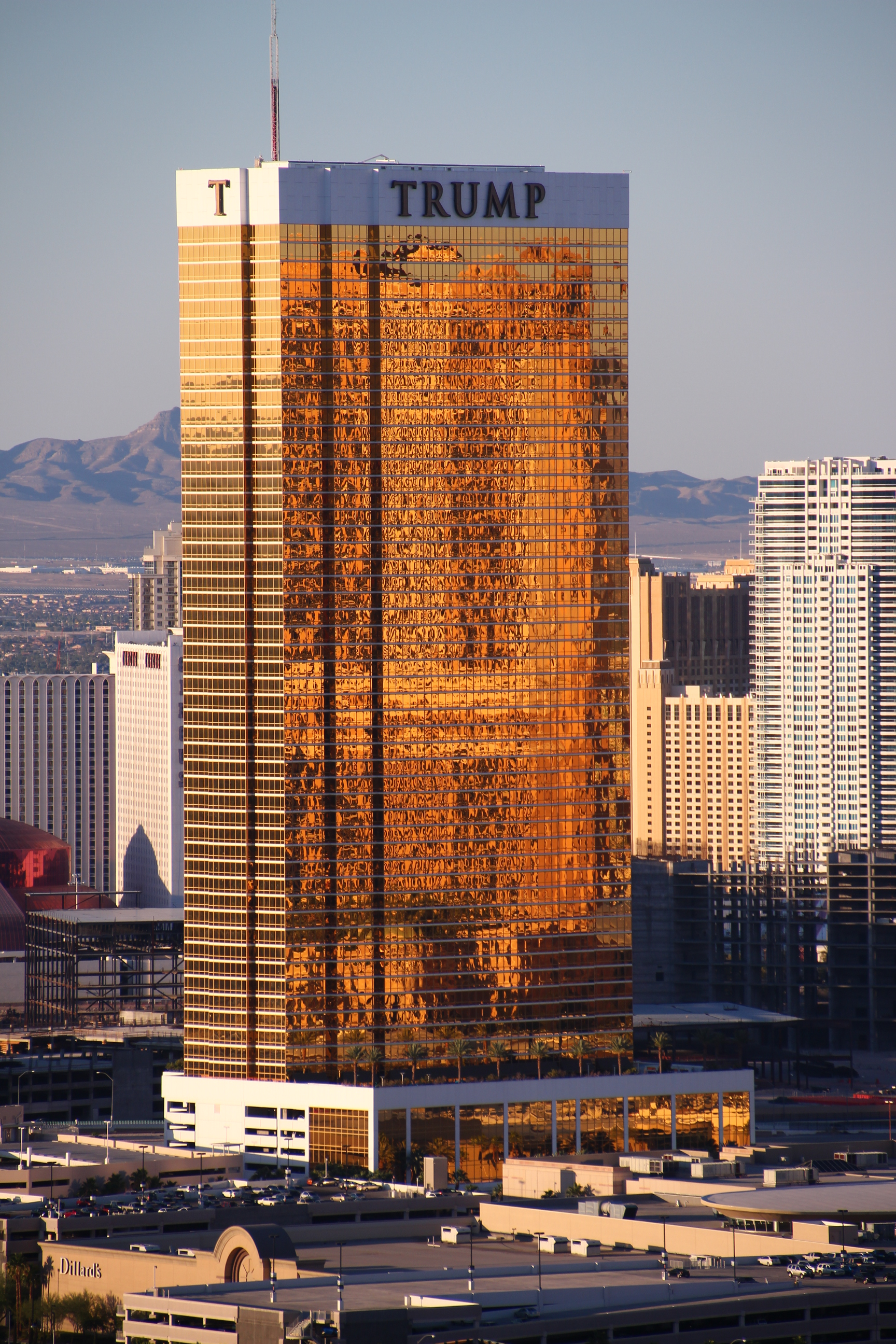
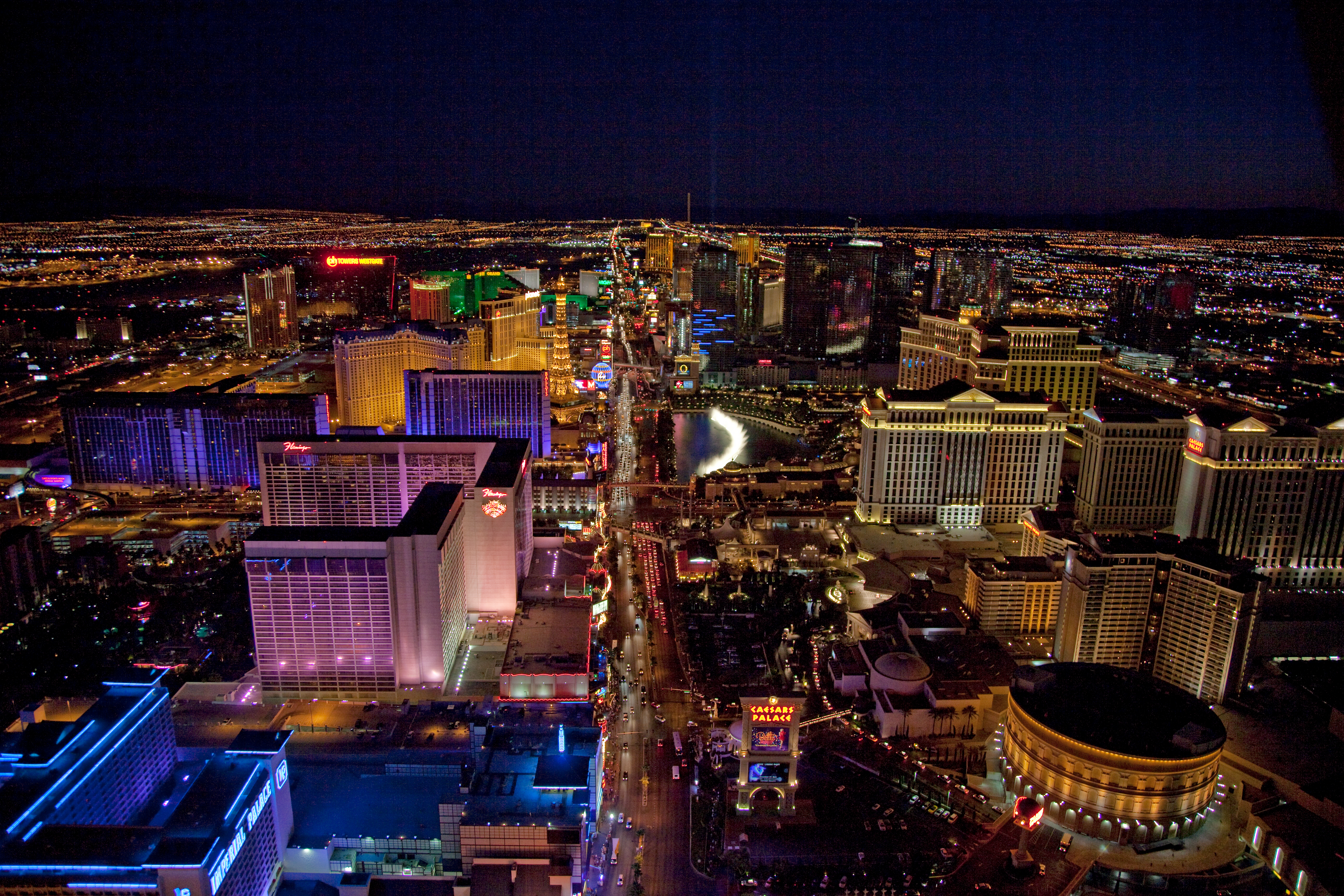
Las Vegas Strip (Las Vegas)

Plus haut bâtiment résidentiel de Las Vegas à sa construction, il est inauguré le 31 mars 2008 et appartient au groupe Trump International Hotel (en) et au consortium The Leading Hotels of the World.
Le 1er janvier 2025 un Tesla Cybertruck explose intentionnellement devant le Trump Las Vegas. L'auteur de l'attaque, Matthew Alan Livelsberger, est retrouvé mort à l’intérieur du véhicule et sept autres personnes sont blessées à proximité de celui-ci. La police étudie un éventuel lien entre l'explosion du Tesla Cybertruck avec l’attentat de La Nouvelle-Orléans qui s'est effectué le même jour mais penche pour un acte isolé,.